# Nyssa yunnanensis
Espèce
Classification APG III (2009)
Nyssa yunnanensis est une espèce d’arbres dans le genre Nyssa.

## Description
Il s’agit d’un arbre dioïque (organismes individuels masculins et féminins distincts) atteignant la hauteur de 25 à 30 m. Cet arbre à fleurs et à canopée affectionne les tourbières et les marais tropicaux montagneux.
En raison de sa perte d’habitat et de l’exploitation, cette espèce est en danger critique d’extinction. On ne le trouve plus que dans les environs de Xishuangbanna, dans le district de Jinghong, province du Yunnan, en Chine,.